# 파지 요법
박테리오파지 요법 또는 파지 요법(Phage therapy)은 박테리오파지의 세균의 세포벽을 뚫어 유전물질을 삽입, 세균 파괴 및 증식을 하는 용균성 또는 용원성 생활사의 특징을 이용하여 항생제에 내성을 가진 내성균을 효율적으로 제거하는 목적으로 쓰이는 요법이다. 또한 한가지의 파지를 쓰는 일반 파지 요법과 달리 여러 파지를 함께 섞어 치료하는 파지 칵테일 요법도 있다.
이러한 요법은 인체에 침입한 항생제로는 쉽게 치료할 수 없는 내성균을 효과적으로 제거할 수 있다는 점에서 대두되고 있다. 

## 장점
1. 파지의 광범위한 다양성 : 파지의 종류는 셀 수 없을 정도로 굉장히 많기 때문에 특정 병원균의 천적의 파지를 찾는 것은 굉장히 쉬운 일이다.[1]
2. 내성균을 효과적으로 제거 : 병원균(세균)은 항생제에 대한 숙주 특이성을 가지기 때문에 체내에 들어왔을 때 다른 신체세포나 다른 기관 또는 체내에 서식하는 유익균에게 해를 주는 항생제와는 다르게 파지는 박테리아를 제외한 생물은 공격하지 않는다.[1]

## 역사
1915년 박테리오파지는 영국 브라운 동물 연구소의 미생물학자인 프레더릭 트워트에 의해 처음 발견됐다. 프레더릭 트워트는 포도상구균 콜로니에서 포도상구균이 거의 잘 자라지 못하는 것을 발견했고, 실험을 통해 포도상구균이 거의 잘 자라지 못하게 하는 물질(박테리오파지)이 있다는 것을 알아냈다. 그 후 이 미지의 물질을 트워트는 란셋에 용균제(bacteriolytic agent)라고 명명했다.
1917년 프랑스 파스퇴르 연구소의 미생물학자 펠릭스 데렐은 트워트와 달리 바이러스가 원인이라고 생각하고, 진핵생물을 제외한 박테리아(세균)만을 공격한다는 것에서 '박테리오파지'라는 이름을 붙였다.
1919년 파스퇴르 연구소에서 처음으로 파지요법이 시도되었다.
1930년대 전자현미경의 발달로 많이 알려진 박테리오파지의 모습과 실재한다는 것이 확인되었다.

## 파지 요법 활용
전 세계적으로 매년 100만명 이상의 환자가 내성균에 의해서 사망하고 있다. 특히 희귀병에 속하는 낭성섬유증을 앓는 환자들이 내성균에 의해 많은 비율로 사망한다. 이 때 내성균을 효과적으로 없애기 위해 Harfull박사 연구팀은 낭성섬유증을 앓고있는 환자의 상처와 가래에서 분리한 내성균에게 천적으로 작용하는 약 3개의 파지를 찾아냈다.
이후 파지의 세균을 죽이는 효율을 더 높이기 위하여 자체개발한 유전자 편집기술을 사용하여 효율높은 파지를 만들어 치료에 이용했다.
또한 최근 CRISPR-Cas3 등 유전자편집기술을 활용한 유전자 조작 파지를 개발하여 한계를 극복하고 있다.

## 한계
인간을 포함한 여러 영장류에서 파지에 대한 항체가 생긴 것을 발견하였다. 즉 한 번 치료가 목적이든 감염이 되었든 간에 상관없이 체내에 들어와 면역시스템에 의해 항체가 생긴 파지는 다시 쓸 수 없다는 것이다.

## 사례
15세의 낭포성섬유증을 앓고있는 환자가 두 개의 폐 이식 후 마이코박테리아(Mycobacterium)에 의해 감염되어 생긴 종기를 유전자공학(유전자편집기술)에 의해 개발된 파지를 이용해 감염된 마이코박테리아를 효과적으로 제거하여 후에 흉골 손상 치료, 간 기능향상, 감염된 피부가 상당히 회복된 것을 확인할 수 있었다.

## 같이 보기
- 항생제 내성
- 프로파지